# Elecciones municipales de Machala de 2014
Las elecciones municipales de Machala de 2014 hacen referencia al proceso electoral que se llevó a cabo el 23 de febrero de dicho año con el fin de designar a las autoridades locales para el período 2014-2019.
El ganador de las elecciones fue Carlos Falquez Aguilar, por el Partido Social Cristiano que 3 de 7 parroquias del cantón, tras la descalificación del Consejo Nacional Electoral al candidato por la reelección Carlos Falquez Batallas.

## Antecedentes
En diciembre de 2013, el Consejo Nacional Electoral (CNE) de Ecuador desestimó la candidatura a la reelección de Carlos Falquez Batallas, alcalde de Machala, dado que todavía mantenía el cargo de concesionario de la estación radial Superior. La impugnación fue presentada por Alianza PAIS y el Movimiento Autónomo Regional (MAR), sosteniendo que esto violaba las normativas electorales, que impiden a los concesionarios de medios de comunicación elegir puestos de elección popular.
Después de esta resolución, Falquez Batallas interpuso una apelación ante el Tribunal Contencioso Electoral (TCE), sosteniendo que desde septiembre de 2013 ya no mantenía vínculos con la citada entidad. No obstante, el TCE ratificó la descalificación el 14 de diciembre de 2013, rechazando la apelación presentada.  La resolución provocó críticas de personalidades políticas como Jaime Nebot, en aquel entonces alcalde de Guayaquil, quien catalogó la descalificación como una "leguleya" y un ataque a la democracia.  Nebot sostuvo que la acción era injusta y obedecía a intereses políticos en lugar de a motivos legales. 
Ante esta situación, el Partido Social Cristiano (PSC) nombró a Carlos Falquez Aguilar, Hijo de Carlos Falquez Batallas, como aspirante a la alcaldía de Machala.  Falquez Aguilar, antiguo presidente de la Federación Deportiva de El Oro e ingeniero agrónomo, obtuvo su registro oficial el 15 de diciembre de 2013, después de una marcha de respaldo en la ciudad. 

### Precandidaturas retiradas
| Lista | Logo | Partido / Movimiento     | Precandidato                  | Fecha de retiro   | Razón                                   |
| ----- | ---- | ------------------------ | ----------------------------- | ----------------- | --------------------------------------- |
| 6     |      | Partido Social Cristiano | Pedro Carlos Falquez Batallas | Diciembre de 2013 | CNE descalifica por concesión de radio. |

## Candidatos
| Lista | Lista | Logo | Partido / Movimiento                      | Prefecto                      |
| ----- | ----- | ---- | ----------------------------------------- | ----------------------------- |
|       | 3     |      | Partido Sociedad Patriótica               | Cleidy Nelly Pereira          |
|       | 17    |      | Partido Socialista-Frente Amplio          | Jose Ramón Rosado             |
|       | 35 70 |      | Alianza PAIS Movimiento Autónomo Regional | Carlos Victor Zambrano Landin |
|       | 6     |      | Partido Social Cristiano                  | Carlos Falquez Aguilar        |

## Resultados
|  | 53.09 % |

|  | 38.29 % |

|  | 7.82 % |

|  | 0.80 % |

|  | 100 % |